# ایکلوکلو (بولیوی-پرو)
ایکلوکلو (به اسپانیایی: Ichocollo) یک کوه در بولیوی است که در شهرستان لاپاز (بولیوی) واقع شده‌است. ایکلوکلو ۵٬۴۲۳ متر بالاتر از سطح دریا واقع شده‌است.